# Museo civico della filigrana
Il Museo civico della filigrana "Pietro Carlo Bosio" è un sito museale del comune di Campo Ligure, nella Valle Stura nella città metropolitana di Genova, ubicato nella centrale via della giustizia nel centro storico.

## La sede e la collezione
Il museo fu ideato e fondato dal comune di Campo Ligure e dal commendatore Pietro Carlo Bosio nel 1984 che donerà alla collettività una raccolta preziosa, frutto della ricerca di tutta una vita, di gioielli raccolti per il mondo. Ad oggi viene ritenuto il principale centro europeo di documentazione sulla filigrana.
La collezione, per lo più donata da privati, comprende oggetti risalenti a differenti epoche e raggruppati secondo le aree geografiche di provenienza; in questo modo è possibile distinguere le varie scuole di lavorazione della filigrana. Ampio spazio è dato alla filigrana italiana che presenta come città protagoniste: Genova, Venezia, Cortina d'Ampezzo, Firenze, Roma, e Trapani.

## Il percorso espositivo
Il percorso espositivo propone opere provenienti da quattro continenti: Europa, in particolare Italia e Penisola Iberica; Asia con una Cina strabiliante insieme a Medio Oriente e India; America Latina e Africa. L'ultimo piano ospita la filigrana di Campo Ligure e una sala attrezzi dove, museo nel museo, sono esposti gli antichi macchinari, spesso ideati dagli stessi artigiani, che costituiscono un vero campionario di archeologia industriale. Un supporto multimediale illustra nelle sue diverse fasi l'attuale processo di lavorazione della filigrana campese.

## La lavorazione della filigrana
Le principali fasi attraverso cui si sviluppa la lavorazione della filigrana sono illustrate nei punti sottostanti:
- Fusione

È l'operazione che permette la trasformazione del metallo grezzo in verghe destinate alla lavorazione.
- Trafilatura

Le verghe vengono fatte passare attraverso un macchinario per essere ulteriormente assottigliate fino alla sezione di 2 mm. Per ottenere maggiore malleabilità le verghe vengono riscaldate (ricottura) al limite della temperatura di fusione. Il prodotto, sempre più simile ad un filo, viene ulteriormente trafilato mediante il passaggio attraverso fori graduati la cui superficie è coperta da diamanti industriali, in modo da ottenere la sezione desiderata.
- Torcitura

È l'operazione che permette di assemblare in una lunga treccia due distinti fili d'argento, realizzando così il "filo granato".
- Laminatura

Un apposito macchinario, il laminatoio a rulli piatti, appiattisce il filo granato conferendogli l'aspetto dentellato e granuloso tipico della filigrana.
- Scafatura

Utilizzando fili di maggior consistenza grazie alla lega argento-rame, l'artigiano sagoma l'oggetto in base al disegno voluto. Durante questa operazione l'abile filigranista si avvale di particolarissimi strumenti da lui stesso ideati (legnetti).
- Riempitura

Lo scafo, debitamente saldato, viene riempito con minutissime forme e strutture (rizzetti, panetti, resche, ecc.) ottenuti dalla lavorazione dei sottilissimi fili precedentemente ritorti e laminati attraverso l'abile impiego di particolari pinze (bruscelle) che coadiuvano la lavorazione prettamente manuale del filo granato svolta sulla tipica piastrella in ceramica (ciapêla).
- Assemblaggio e rifinitura

Dopo un processo di consolidamento dei singoli pezzi, le varie parti dell'oggetto vengono assemblate per ottenere monili vari che vengono rifiniti attraverso una fase di imbiancatura.